# Gonocarpus chinensis
Gonocarpus chinensis är en slingeväxtart som först beskrevs av João de Loureiro, och fick sitt nu gällande namn av Anthony Edward Orchard. Gonocarpus chinensis ingår i släktet Gonocarpus och familjen slingeväxter.

## Underarter
Arten delas in i följande underarter:
- G. c. chinensis
- G. c. verrucosus